# 常備艦隊
常備艦隊（じょうびかんたい、英: Standing Fleet）は、大日本帝国海軍の部隊の一つ。1889年に「常備小艦隊」を改編した艦隊である。1903年に第一艦隊と第二艦隊に分割するまで存続した。
この項では、常備艦隊に至る日本海軍の艦隊を含めて記述する。

## 前史
日本海軍史において「艦隊」と称する部隊が最初に編成されたのは、1870年8月24日（明治3年7月28日）、普仏戦争に対して局外中立を徹底するため編成した「小艦隊」である。横浜港、兵庫港、長崎港、箱館港の4港に小艦隊を派遣する予定であったが、実際に配備についたのは横浜港のみであった。
各藩から兵部省への軍艦献納も完了し、艦船の運用も図れる状態が整ったことから、1871年6月25日（明治4年5月8日）に二つの小艦隊が編成され、その指揮官に真木長義、伊東祐麿両中佐が発令された。これが実質的な日本海軍の艦隊発祥である。
法令中に「艦隊」の用語が用いられたのは、兵部省職員令（明治4年7月）において、海軍提督府（鎮守府の前身）の項に「大中小艦隊 艦隊ハ大中小ノ地勢ノ便宜ニ随フ」と規定されたのが最初である。さらに同年12月10日（10月28日 (旧暦)）に海軍規則が定められ、第1条で「艦隊ハ軍艦十二隻ヲ以テ大艦隊トナシ八隻ヲ以テ中艦隊トナシ四隻ヲ以テ小艦隊トナスヘキ事」と艦隊の規模が示されたが、提督府に艦隊の配備は行われなかった。
1872年4月5日（明治5年2月28日）に兵部省を廃止し陸海軍に分割され、海軍省が設置された（太政官布告第62号）。これに伴い、今までの二つの小艦隊により「中艦隊」を同年6月23日（5月18日 (旧暦)）に編成し、指揮官に伊東祐麿大佐を発令した。この中艦隊は、1875年10月25日に解隊し、艦隊は同月28日に発令された東部指揮官（伊東祐麿少将）と西部指揮官（中牟田倉之助少将）に分属することとなった。これは、同年月日付海軍省号外達により、日本の海域を潮岬と能登岬を結ぶ線を境界として、その東側を「東部」（本拠地：横浜）、西側を「西部」（本拠地：長崎）と二分割することに伴うものである。
1876年8月31日、東海・西海鎮守府が設置されることになり（太政官第83号達）、東西部指揮官の下にあった艦船は両鎮守府の所管となり、1882年まで日本海軍に艦隊が存在しないこととなった。ただし、西海鎮守府の設置は実行されなかった。
1882年10月12日、「扶桑」以下11隻の軍艦で「中艦隊」が編成され（司令官：仁礼景範少将）（海軍省丙第84号達）、これ以後、日本海軍に艦隊が常備されることとなった。1885年12月28日、扶桑以下8隻の軍艦で、初の名称を持つ艦隊である「常備小艦隊」（司令官：相浦紀道少将）が編成され（海軍省丙第82号達）、従前の中艦隊は解隊した。

## 常備艦隊沿革
1889年7月24日、日本海軍初の艦隊に関する単独法令である艦隊条例（勅令第100号）が制定され、艦隊は3隻以上の軍艦を以て編成されるものとされた。同月29日、常備小艦隊を常備艦隊（司令長官:井上良馨少将）に改編した。
1894年、日清関係の切迫を受けて、同年6月19日、艦隊条例を全部改正（勅令第71号）し、艦隊の名称は勅令で定める、水雷艇及び運送船を付属させることができる、参謀陣の充実、巡航区域外への艦船の派遣を可能とすることなどが規定された。同年7月13日、葛城以下9隻の旧式艦や小型艦による「警備艦隊」を編成し、まもなく同月19日に「西海艦隊」と改称、そして同日に、常備艦隊と西海艦隊により「連合艦隊」が編成された。その司令長官は、常備艦隊司令長官伊東祐亨中将が兼任し、幕僚も常備艦隊幕僚が兼務した。
日清戦争が終決し、1895年11月15日、西海艦隊は解隊、翌日、連合艦隊の編制が解かれた。1897年10月14日、艦隊条例が改正され（勅令第356号）、艦隊は2隻以上の軍艦を以て編成する、水雷艇隊・水雷敷設隊・運送船等の付属を可能とする、幕僚に主計長を加えることなどを定めた。
1903年3月10日、第4回海軍大演習時、臨時に第1艦隊、第2艦隊が編成され、演習終了後の4月10日に、神戸沖で観艦式が行われた。同年12月28日、常備艦隊は解隊し第一艦隊と第二艦隊に分割された。最後の司令長官は東郷平八郎である。

## 年譜
- 1870年8月24日：普仏戦争に対して局外中立を徹底するため「小艦隊」を編成。実際の配備は横浜のみ。
- 1871年6月25日：2個「小艦隊」編成
- 1872年4月5日：海軍省設置
  - 6月23日：「中艦隊」編成
- 1875年10月25日：中艦隊解隊
  - 10月28日：艦隊は東部、西部両指揮官に分属。
- 1876年8月31日：東海、西海鎮守府設置され、艦船は両鎮守府所管となる。
- 1882年10月12日：「中艦隊」編成
- 1885年12月28日：中艦隊を改編し「常備小艦隊」を編成。
- 1889年7月29日：常備小艦隊を「常備艦隊」に改編。
- 1894年7月13日：新たに「警備艦隊」を編成。
  - 7月19日：警備艦隊を「西海艦隊」と改称。常備艦隊と西海艦隊により「連合艦隊」編成。
- 1895年11月15日：西海艦隊解隊
  - 11月16日：連合艦隊の編制を解く。
- 1902年3月7日：特別検閲実施（検閲使:伊東祐亨大将）
- 1903年12月28日：常備艦隊は解隊し第1艦隊と第2艦隊に分割。

## 編制

### 1889年7月29日、新編時の編制
- 浪速、高千穂、扶桑、高雄、葛城、大和

### 1894年7月19日、連合艦隊時の編制
- 常備艦隊：松島、浪速、吉野、千代田、厳島、橋立、高千穂、秋津洲、比叡、扶桑
  - 報知艦：八重山
  - 艦隊附属艦：筑紫、磐城、愛宕、摩耶、鳥海、天城
  - 艦隊附属船：山城丸、近江丸
  - 艦隊水雷艇：小鷹、7号、12号、13号、22号、23号
  - 水雷艇母艦：（必要に応じて）筑紫

### 1896年3月31日、日清戦争後の編制
- 橋立、厳島、千代田、和泉、高雄、愛宕、天龍、摩耶、大和、鳥海、海門、操江

### 1902年4月22日、特別検閲後の編制
- 初瀬、富士、朝日
- 常磐、八雲、千早、千歳、明石、宮古
- 浅間、高砂、赤城、筑紫、和泉、愛宕、大島、高雄

## 歴代司令長官

### 小艦隊指揮官
- 真木長義中佐：明治4年5月8日 - 明治5年4月
- 伊東祐麿中佐：明治4年5月8日 - 明治5年5月

### 中艦隊指揮官
- 伊東祐麿大佐：明治5年5月18日 - 明治8年10月25日

### 東部指揮官（横浜）
- 伊東祐麿少将：1875年10月28日 - 1876年9月5日

### 西部指揮官（長崎）
- 中牟田倉之助少将：1875年10月28日 - 1876年7月13日

### 中艦隊司令官
- 仁礼景範少将：1882年7月31日 -
- 松村淳蔵少将：1884年1月21日 - 1885年12月28日

### 常備小艦隊司令官
- 相浦紀道少将：1885年12月28日 -
- 伊東祐亨少将：1886年6月17日 - 1889年5月17日
- 井上良馨少将：1889年5月17日 - 7月29日

### 常備艦隊司令長官
- 井上良馨少将：1889年7月29日 -
- 有地品之允少将：1891年6月17日 -
- 相浦紀道少将：1892年12月12日 -
- 伊東祐亨中将：1893年5月20日 - ※（1894年7月19日-、連合艦隊司令長官兼任）
- 有地品之允中将：1895年5月11日 - ※連合艦隊司令長官兼任
- 井上良馨中将：1895年11月16日 -
- 坪井航三中将：1896年2月26日 -
- 相浦紀道中将：1897年4月9日 -
- 柴山矢八中将：1897年10月8日 -
- 鮫島員規中将：1899年1月19日 -
- 東郷平八郎中将：1900年5月20日 -
- 角田秀松中将：1901年10月1日 -
- 日高壮之丞中将：1902年7月26日 -
- 東郷平八郎中将：1903年10月19日 - 12月28日解隊

### 警備艦隊司令長官
- 相浦紀道少将：1894年7月13日 - 7月19日

### 西海艦隊司令長官
- 相浦紀道少将：1894年7月19日 -
- 井上良馨中将：1895年2月16日 - 11月15日解隊

## 歴代参謀長

### 常備小艦隊参謀長
- （心得）児玉利国中佐：1886年1月29日 -
- （兼任）児玉利国大佐：1886年4月12日 -
- 山崎景則大佐：1886年7月14日 -
- （兼任）磯辺包義大佐：1888年4月26日 -
- 坪井航三大佐：1889年4月17日 - 7月29日

### 常備艦隊参謀長
- 鮫島員規大佐：1894年6月19日 - ※（1894年7月19日-、連合艦隊参謀長兼任）
- 出羽重遠大佐：1894年12月17日 - ※連合艦隊参謀長兼任
- 上村彦之丞大佐：1895年7月25日 - ※（-1895年11月16日、連合艦隊参謀長兼任）
- 三善克己大佐：1897年12月27日 -
- 片岡七郎大佐：1898年11月2日 -
- 遠藤喜太郎大佐：1899年2月1日 -
- 吉松茂太郎大佐：1900年5月21日 -
- 島村速雄大佐：1900年7月4日 -
- 伊地知彦次郎大佐：1900年12月6日 -
- 加藤友三郎大佐：1902年6月11日 -
- 島村速雄大佐：1903年10月27日 - 12月28日解隊（再任）

### 警備艦隊参謀長
- （心得）出羽重遠中佐：1894年7月13日 - 7月19日

### 西海艦隊参謀長
- （心得）出羽重遠中佐：1894年7月19日 -
- 出羽重遠大佐：1894年12月7日 -
- 伊東義五郎大佐：1894年12月17日 - 1895年11月15日解隊